# Demandolx
Demandolx är en kommun i departementet Alpes-de-Haute-Provence i regionen Provence-Alpes-Côte d'Azur i sydöstra Frankrike. Kommunen ligger  i kantonen Castellane som ligger i arrondissementet Castellane. År 2022 hade Demandolx 111 invånare.

## Befolkningsutveckling
Antalet invånare i kommunen Demandolx
Referens: INSEE